# Acer franchetii
Acer franchetii é uma espécie de árvore do gênero Acer, pertencente à família Aceraceae.